# Miodrag Petrović Čkalja
Miodrag Petrović, Spitzname Čkalja (* 1. April 1924 in Kruševac, Königreich der Serben, Kroaten und Slowenen; † 20. Oktober 2003 in Belgrad) war ein serbischer Schauspieler und Komiker.
Er war einer der beliebtesten Komiker im ehemaligen Jugoslawien. Bekannt war er unter seinem Spitznamen „Čkalja“.
Miodrag Petrović wurde in der Stadt Kruševac geboren. Dort besuchte er das Gymnasium, wo er in der Theatergruppe seine ersten Auftritte hatte. Während des Zweiten Weltkrieges war er in der Kulturgruppe der 47. Division. Nach dem Krieg besuchte er die Veterinärschule in Belgrad.
1946 wurde er Mitglied des Drama Studios von Radio Beograd. In den 1950er Jahren trat er im Fernsehen auf und wurde in der folgenden Zeit immer populärer. Seine Filme waren Kassenschlager im ehemaligen Jugoslawien. Zu seinen bekanntesten Werken zählt die Serie Kamiondžije über zwei Lastwagenfahrer.
2005 wurde vor seinem Geburtshaus in Kruševac eine Statue von ihm aufgestellt. Eine Straße in Belgrad wurde nach ihm benannt.

## Auszeichnungen
- 1977 Auszeichnung 7. Juli
- 1991 Auszeichnung von Nušićev für sein Lebenswerk.
- 2002 Auszeichnung seiner Heimatstadt Kruševac für sein Lebenswerk

## Filmografie (Auswahl)
- 1967: Zlatna praćka